# Aeropuerto Internacional de Odesa
El Aeropuerto Internacional de Odesa (en ucraniano: Міжнародний аеропорт «Одеса») (IATA: ODS, OACI: UKOO) es el aeropuerto que presta servicio a Odesa, la tercera ciudad más grande de Ucrania. Está situado a 7 km del centro de la ciudad.

## Aerolíneas y destinos

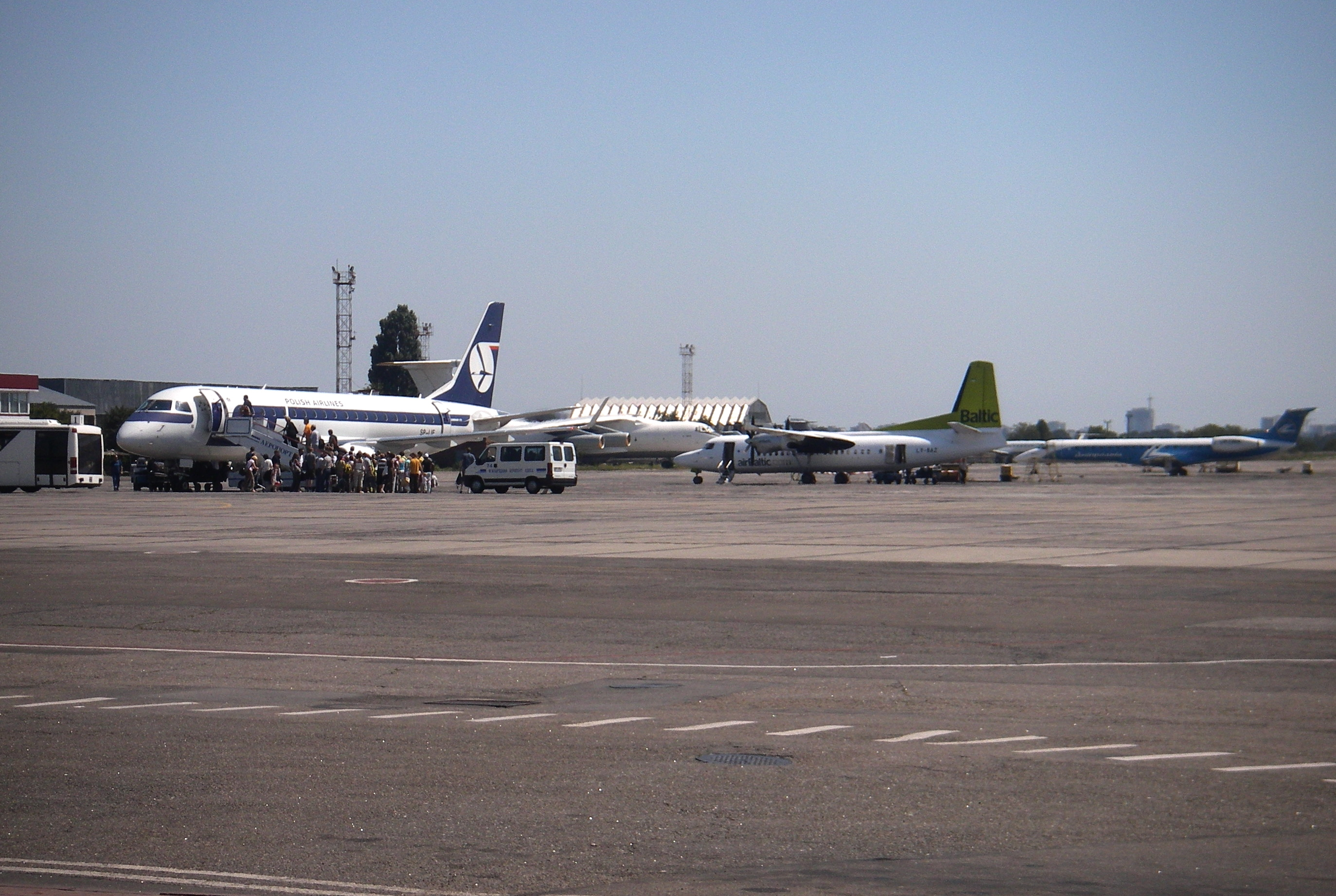
Vista de la plataforma

| Aerolíneas                     | Destinos |
| ------------------------------ | --- |
| Astra Airlines                 | Estacional, chárter: Tesalónica |
| Austrian Airlines              | Viena |
| Dniproavia                     | Dnipropetrovsk Estacional: Batumi, Ivano-Frankivsk |
| flydubai                       | Dubái |
| LOT Polish Airlines            | Varsovia |
| Turkish Airlines               | Estambul-Atatürk |
| Ukraine International Airlines | Estambul-Atatürk, Kiev-Boryspil, Moscú-Domodédovo, San Petersburgo, Tel Aviv-Ben Gurión Estacional: Bakú (se reanuda el 15 de junio de 2015) Járkov (comienza el 18 de junio de 2015) Lviv (comienza el 20 de junio de 2015) Vilna (comienza el 27 de junio de 2015) Ereván (se reanuda el 19 de junio de 2015) Estacional, chárter: Barcelona, Heraclión, Podgorica |
| UTair Ukraine                  | Estacional, chárter: Antalya |
| Windrose Airlines              | Estacional, chárter: Sharm el-Sheikh |
| Yanair                         | Batumi, Kiev-Zhulyany |

## Estadísticas
| Año  | Pasajeros | Cambio con respecto al año anterior |
| ---- | --------- | ----------------------------------- |
| 2001 | 117 000   | –                                   |
| 2002 | 132 000   | 12.8%                               |
| 2003 | 260 000   | 97.0%                               |
| 2004 | 307 000   | 18.1%                               |
| 2005 | 343 000   | 11.7%                               |
| 2006 | 465 100   | 35.6%                               |
| 2007 | 527 400   | 13.4%                               |
| 2008 | 787 000   | 49.2%                               |
| 2009 | 651 000   | 17.3%                               |
| 2010 | 707 100   | 8.6%                                |
| 2011 | 824 300   | 17.0%                               |
| 2012 | 907 600   | 10.1%                               |
| 2013 | 1 069 100 | 17.8%                               |
| 2014 | 863 900   | 19.2%                               |